# PocketBook Lector
PocketBook — una serie de dispositivos electrónicos para leer libros electrónicos, fuentes RSS, y, dependiendo del modelo, para escuchar audiolibros y otros archivos mp3.

## Descripción
En los dispositivos PocketBook se utiliza la pantalla-papel electrónico Vizplex (E Ink Corporation), para mostrar 16 tonos de gris. Proporciona un uso de 30 días sin
necesidad de recargar su batería.
Por otra parte la recarga es fácil y se hace vía USB a través de tu ordenador. Sistema operativo — Linux.

## Gama de modelos

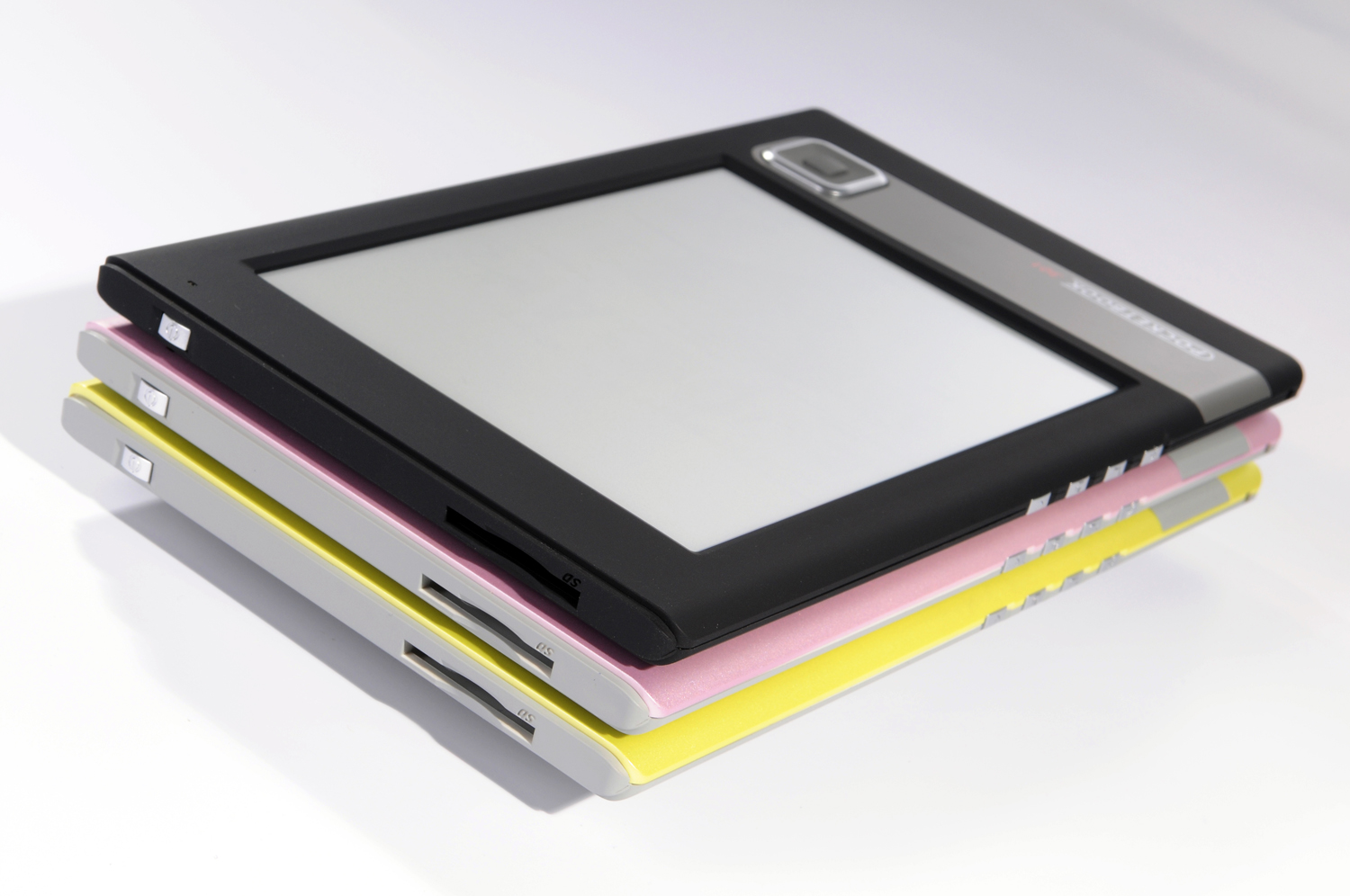
PocketBook 301

### PocketBook 301
- Pantalla: 6" E-Ink® Vizplex, 600x800, 166 dpi, B&W
- Tamaño: 118x188x8.5 mm
- Peso: 174 g
- Formatos de libros:
  - FB2, FB2.ZIP, TXT, PDF, DJVU, RTF, HTML, PRC, CHM, EPUB, DOC, TCR
- Formatos de imagen:
  - JPEG, BMP, PNG, TIFF
- Formatos audio:
  - MP3
- Audio: 2.5mm estéreo
- Memoria: operativa 64 megas, permanente 512 megas
- Ranura para tarjeta de memoria: SD, SDHC
- Comunicaciones: mini-USB (v 2.0)
- Color: negro, gris
- Procesador: Samsung® S3C2440 AL-40 400MHz
- Sistema operativo: Linux
- Batería: Li-Polymer (1000 mAh), 8 000 pasadas de página sin recargar
- Fuente de alimentación: INPUT: 100-240V ~ 50/60Hz, 0,2A; OUTPUT: 5V 0.5-1A
- Según la configuración:
  - colores adicionales (rosa, amarillo)
  - SD card 1 o 2 Gb
  - auriculares 2,5mm
  - cordón para colgar lector en mano

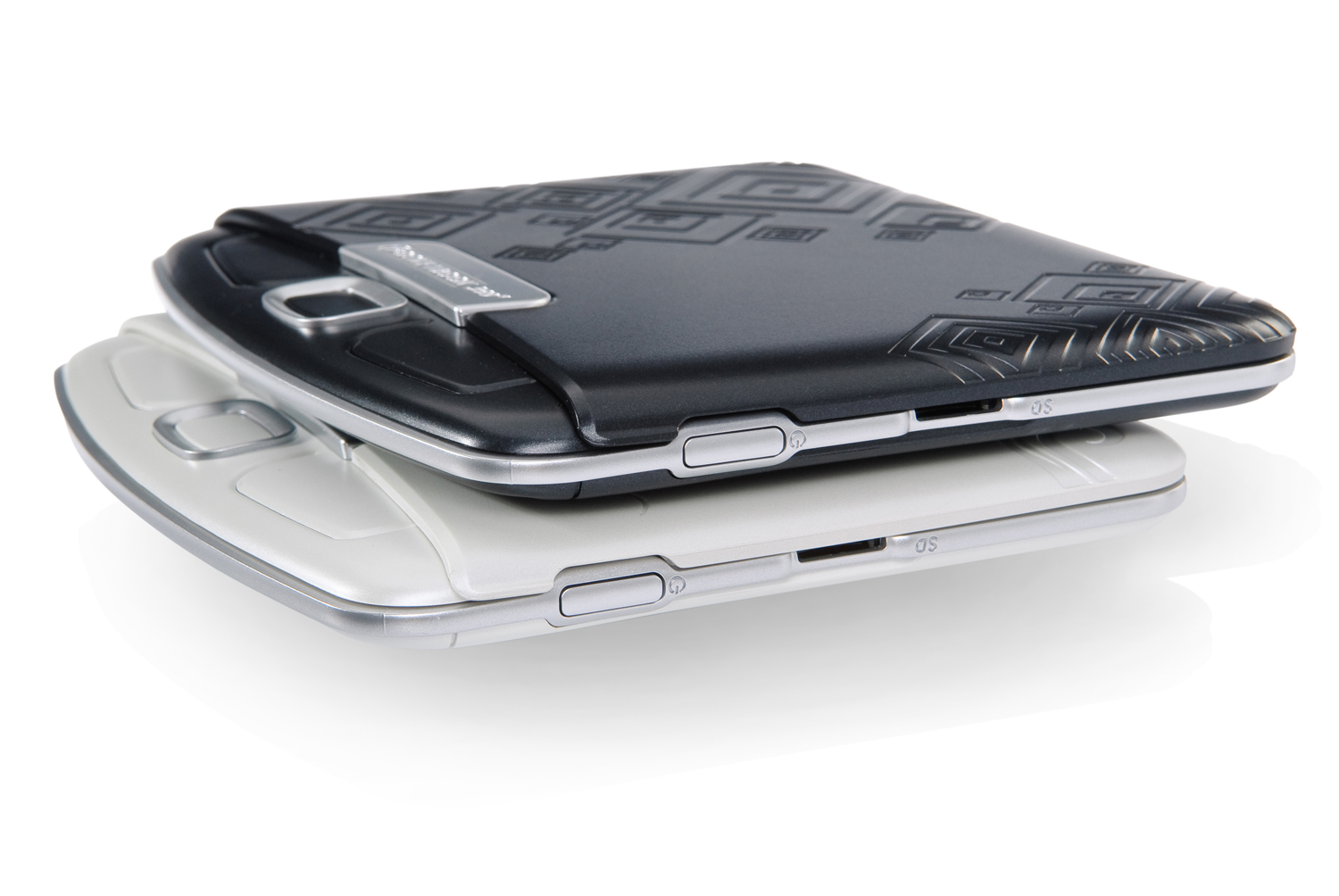
PocketBook 360

### PocketBook 360
- Pantalla: 5" E-Ink® Vizplex, 600x800, 200 dpi, B&W
- Dimensiones:
  - 118х140х10 mm
  - 118х140х12 mm — con tapa
- Peso: 180 g
- Formatos de libros:
  - FB2, FB2.ZIP, TXT, PDF, DJVU, RTF, HTML, PRC, CHM, EPUB, DOC, TCR
- Formatos de imagen:
  - JPEG, BMP, PNG, TIFF
- Memoria: operativo 64 megas, permanente 512 megas
- Ranura para tarjeta de memoria: microSD, microSDHC
- Comunicaciones: mini USB (v 2.0)
- Color: negro, marfil.
- Procesador: Samsung® S3C2440 AL-40 400MHz
- Sistema operativo: Linux
- Batería: Li-Polymer (1000 mAh)

Acelerómetro automáticamente orienta la pantalla en horizontal o modo retrato. Utilización del acelerómetro aumenta el consumo de energía.

### Pocketbook 302
- Pantalla: 6" E Ink® Vizplex 600x800, pantalla táctil con la rotación automática de la imagen
- Procesador: Samsung® S3C2440 400MHz
- Sistema operativo: Linux
- Batería: Li-Polymer 3,7 V, 2050 mAh 16 000 pasadas de página sin recargar
- Memoria: operativo 64 megas, permanente 1 Gb
- Comunicaciones: Wi-Fi, BlueTooth, USB, miniUSB (v 2.0)
- Ranura para tarjeta de memoria: MicroSD
- Audio: 3.5mm estéreo
- Fuente de alimentación: INPUT: 100-240V ~ 50/60Hz, 0,2A OUTPUT: 5V 1A
- Formatos de libros: FB2, FB2.ZIP, TXT, PDF, DJVU, RTF, HTML, PRC, CHM, EPUB, DOC, TCR
- Formatos de imagen: JPEG, BMP, PNG, TIFF
- Audio formatоs: MP3
- Dimensiones: 130x190x13.8 mm
- Peso: 280 g
- Color: negro, blanco

### Pocketbook Pro 602
- Pantalla: 6" E Ink® Vizplex 600x800
- Procesador: Samsung® S3C6410 533MHz
- Sistema operativo: Linux
- Batería: Li-Polymer 3,7 V, 1530 mAh 14 000 pasadas de página sin recargar
- Memoria: operativo 256 megas, permanente 2 Gb (disponible para el usuario 1140 megas)
- Comunicaciones: Wi-Fi, BlueTooth, microUSB (v 2.0)
- Ranura para tarjeta de memoria: MicroSD
- Audio: 3.5mm estéreo
- Fuente de alimentación: INPUT: 100-240V ~ 50/60Hz, 0,2A OUTPUT: 5V 1A
- Formatos de libros: FB2, FB2.ZIP, TXT, PDF, DJVU, RTF, HTML, PRC, CHM, EPUB, DOC, DOCX, TCR
- Formatos de imagen: JPEG, BMP, PNG, TIFF
- Audio formatos: MP3
- Dimensiones: 132.3x182x11 mm
- Peso: 255 g
- Color: gris oscuro, blanco
- Аcelerómetro: si
- Transformación de texto a voz(text-to-speech): si
- Altavoz incorporado: 2 altavoces estéreo

### Pocketbook Pro 603
- Pantalla: 6" E Ink® Vizplex 600x800
- Pantalla táctil: inductivo, un puntero lápiz
- Procesador: Samsung® S3C6410 533MHz
- Sistema operativo: Linux
- Batería: Li-Polymer 3,7 V, 1530 mAh 14 000 pasadas de página sin recargar
- Memoria: operativo 256 megas, permanente 2 Gb (disponible para el usuario 1140 megas)
- Comunicaciones: 3G, Wi-Fi, BlueTooth, microUSB (v 2.0)
- Ranura para tarjeta de memoria: MicroSD
- Audio: 3.5mm estéreo
- Fuente de alimentación: INPUT: 100-240V ~ 50/60Hz, 0,2A OUTPUT: 5V 1A
- Formatos de libros: FB2, FB2.ZIP, TXT, PDF, DJVU, RTF, HTML, PRC, CHM, EPUB, DOC, DOCX, TCR
- Formatos de imagen: JPEG, BMP, PNG, TIFF
- Audio formatos: MP3
- Dimensiones: 132.3x182x11 mm
- Peso: 280 g
- Color: gris claro
- Аcelerómetro: si
- Transformación de texto a voz(text-to-speech): si
- Altavoz incorporado: 2 altavoces estéreo

### Pocketbook IQ 701
- Pantalla: 7 TFT, 800х600 рх, pantalla táctil
- Procesador: Samsung® 800 MHz
- Sistema operativo: Android 2.0.3
- Batería: Li-Polymer 7,4 v (1600 mAh)
- Memoria: operativo 256 megas, permanente 2 Gb (disponible para el usuario 1140 megas)
- Comunicaciones: Wi-Fi, microUSB (v 2.0)
- Ranura para tarjeta de memoria: SD
- Audio: 3.5mm estéreo
- Formatos de libros: FB2, FB2.ZIP, TXT, PDF, DJVU, RTF, HTML, PRC, CHM, EPUB, DOC, DOCX, TCR
- Formatos de imagen: JPEG, BMP, PNG, TIFF
- Audio formatos: MP3
- Dimensiones: 190 х 143 х 14,2 mm
- Peso: 516 g
- Color: rojo, azul, blanco
- Аcelerómetro: si
- Transformación de texto a voz(text-to-speech): si
- Altavoz incorporado: 2 altavoces estéreo

### Pocketbook Pro 902
- Pantalla: 9.7" E Ink® Vizplex 1200x825
- Procesador: Samsung® S3C6410 533MHz
- Sistema operativo: Linux
- Batería: Li-Polymer 3,7 V, 1530 mAh 7 000 pasadas de página sin recargar
- Memoria: operativo 256 megas, permanente 2 Gb (disponible para el usuario 1140 megas)
- Comunicaciones: Wi-Fi, BlueTooth, microUSB (v 2.0)
- Ranura para tarjeta de memoria: MicroSD
- Audio: 3.5mm estéreo
- Fuente de alimentación: INPUT: 100-240V ~ 50/60Hz, 0,2A OUTPUT: 5V 1A
- Formatos de libros: FB2, FB2.ZIP, TXT, PDF, DJVU, RTF, HTML, PRC, CHM, EPUB, DOC, DOCX, TCR
- Formatos de imagen: JPEG, BMP, PNG, TIFF
- Audio formatos: MP3
- Dimensiones: 190.3x263x11 mm
- Peso: 544 g
- Color: gris oscuro, blanco
- Аcelerómetro: si
- Transformación de texto a voz(text-to-speech): si
- Altavoz incorporado: 2 altavoces estéreo

### Pocketbook Pro 903
- Pantalla: 9.7" E Ink® Vizplex 1200x825
- Pantalla táctil: inductivo, un puntero lápiz
- Procesador: Samsung® S3C6410 533 MHz
- Sistema operativo: Linux
- Batería: Li-Polymer 3,7 V, 1530 mAh 7 000 pasadas de página sin recargar
- Memoria: operativo 256 megas, permanente 2 Gb (disponible para el usuario 1140 megas)
- Comunicaciones: 3G, Wi-Fi, BlueTooth, microUSB (v 2.0)
- Ranura para tarjeta de memoria: MicroSD
- Audio: 3.5mm estéreo
- Fuente de alimentación: INPUT: 100-240V ~ 50/60Hz, 0,2A OUTPUT: 5V 1A
- Formatos de libros: FB2, FB2.ZIP, TXT, PDF, DJVU, RTF, HTML, PRC, CHM, EPUB, DOC, DOCX, TCR
- Formatos de imagen: JPEG, BMP, PNG, TIFF
- Audio formatos: MP3
- Dimensiones: 190.3x263x11 mm
- Peso: 584 g
- Color: gris claro
- Аcelerómetro: si
- Transformación de texto a voz(text-to-speech): si
- Altavoz incorporado: 2 altavoces estéreo

## Formatos
- Formatos de texto: FB2, TXT, PDF, DJVU, RTF, HTML, PRC, CHM, EPUB, DOC, TCR, FB2.ZIP
- Audio formatos: MP3
- Formatos de imagines: JPEG, GIF, PNG и BMP.

## Localización
Por defecto, PocketBook cuenta con los siguientes idiomas: Español, inglés, bielorruso, hebreo, alemán, ruso y ucraniano. A partir de noviembre de 2009 está disponible la localización de la interfaz para los idiomas letón, lituano, estonio.

## Diccionarios
Hay una red de diccionarios disponible para traducción o interpretación de las palabras de texto. Por defecto, el diccionario Inglés-Ruso. Desde el sitio del desarrollador se puede descargar diccionarios adicionales.